# 大众新甲壳虫
大众新甲壳虫（英語：Volkswagen New Beetle）是大众集团旗下大众汽车于1998年至2011年推出的一款紧凑型汽车。與第一代金龜車後置引擎後輪驅動不同，本車採用前置引擎前輪驅動，引擎也由氣冷式改為水冷式。底盤機械採用1997年福斯Golf的平台，前輪為麥花臣懸吊，後輪為扭力樑懸吊，驅動方式為前輪驅動或四輪驅動，有多種引擎可選擇，包括少見的V型五氣缸VR5引擎。車身外型設計源自福斯在美國加州的設計室所推出的金龜車概念車，量產版外型幾乎和概念車完全相同。本車的1.8升渦輪增壓引擎版在後擋風玻璃上方有一可電動升起的擾流版，增加車輛在高速行駛的穩定性。2003年的車型可配備六前速自排變速箱，是全球第一輛配備六前速自排的前輪驅動車，車身風阻係數為0.38，比第一代金龜車的0.48優異許多。
新甲壳虫早年暢銷不俗，1999年在美國銷售超過8萬輛，但近年銷情欠佳。

## 召回
2013年11月14日，中國国家质量监督检验检疫总局发布公告，由于变速器存在安全隐患，从当年11月25日起对于大众汽车（中国）销售有限公司进口的2009年1月28日至2013年7月4日生产的部分甲壳虫 1.4T/1.2T车型实行召回。